# Томашевич, Николай Николаевич
Николай Николаевич Томашевич (13 мая 1921 — 23 сентября 1983) — советский офицер, танкист, участник Великой Отечественной войны, Герой Советского Союза (26.08.1944).
В годы Великой Отечественной войны Николай Томашевич — командир танка, 1-го танкового батальона, 7-й отдельной гвардейской Новгородской танковой бригады.

## Биография
Родился 13 мая 1921 года в деревне Новые Волосовичи ныне Лепельского района Витебской области в семье крестьянина. Белорус. Окончил 7 классов школы и 2 курса речного техникума в городе Мозырь Гомельской области. Работал механиком на гидроузле.
В РККА с 1940 года. Служил в 46-й танковой дивизии 21-го механизированного корпуса в Прибалтийском военном округе.
На фронтах Великой Отечественной войны с июня 1941 года. Был командиром башни танков Т-26 и Т-34, командиром танка, взвода, роты. Воевал на Северо-Западном фронте, в 7-й отдельной армии, на Волховском, Ленинградском и Карельском фронтах. В 1943 году окончил курсы младших лейтенантов. Член КПСС с 1944 года. В боях дважды ранен.
Участвовал:
- в оборонительных боях в районе городов Даугавпилс, Резекне, Опочка, реки Ловать, в боях на реке Свирь, в освобождении города Тихвин — в 1941 году;
- в Любанской операции, в боях в районе Спасской Полисти и Мясного Бора — в 1942;
- в прорыве блокады Ленинграда в районе станции Синявино — в 1943;
- в Новгородско-Лужской операции, в том числе в освобождении города Новгород, в Свирско-Петрозаводской операции, в боях на Кестеньгском направлении в Карелии, в Петсамо-Киркенесской операции в Норвегии — в 1944.

Командир танка 7-й отдельной гвардейской танковой бригады гвардии младший лейтенант Томашевич в бою 22 января 1944 года за деревню Кшентицы (Ленинградская область) первым прорвался на огневые позиции противника, уничтожив противотанковые орудия и пулемётные точки, мешавшие продвижению войск. Оказавшись в окружении, умело организовал круговую оборону и вёл бой до подхода подразделений батальона.
Указом Президиума Верховного Совета СССР от 26 августа 1944 года «за образцовое выполнение боевых заданий командования на фронте борьбы с немецко-фашистскими захватчиками и проявленные при этом мужество и героизм» гвардии младшему лейтенанту Томашевичу Николаю Николаевичу присвоено звание Героя Советского Союза с вручением ордена Ленина и медали «Золотая Звезда».
В 1945 году окончил Ленинградскую высшую офицерскую бронетанковую школу. Служил командиром танкового батальона в Ленинградском военном округе.
С 1956 года капитан Н. Н. Томашевич — в запасе. Жил в городе Ленинграде. Работал транспортным диспетчером в автоколонне.
Умер 23 сентября 1983 года. Похоронен в Санкт-Петербурге на Ново-Волковском кладбище (участок 10).

## Награды
- Герой Советского Союза (26 августа 1944, медаль «Золотая Звезда» № 3789)[4];
- орден Ленина (26 августа 1944)[4];
- орден Отечественной войны I степени (26 июля 1944)[2];
- орден Отечественной войны II степени (23 октября 1944)[5];
- медали.